# Klaus Rohrmoser
Klaus Rohrmoser (* 4. Jänner 1953 in Innsbruck) ist ein österreichischer Regisseur, Schauspieler, Theaterleiter und Autor. Seine Studien absolvierte er u. a. an der Schauspielschule Lee Strasberg in New York.

## Werdegang
Rohrmoser lernte u. a. an der Schauspielschule Lee Strasberg in New York. Von 1972 bis 1997 war er nebst Regieaufträgen auch als Schauspieler im Ensemble des Wiener Volkstheaters und als Gast am Ensembletheater Wien und Tiroler Landestheater, an der Volksbühne Berlin, am Landestheater Tübingen, dem Schauspielhaus Bochum und am Volkstheater München tätig. Als Theaterschauspieler spielte er unter anderem den Hamlet in Shakespeares Hamlet und in Richard III. den Richard III., in Franz Xaver Kroetz" Nicht Fisch nicht Fleisch den Hermann, in Trevor Griffiths Komiker den Mick Connor, in Herbert Achterbuschs Ella, in Georg Büchners Dantons Tod den Danton, in Lars Norén Nacht, Mutter des Tages den Hotelier Martin, in Alan Ayckbourns Komödie Halbe Wahrheiten den Philip, in Shakespeares Othello den Jago, den Rappelkopf in Alpenkönig und Menschenfeind, die Mutter in den Weberischen von Felix Mitterer uam.
In einer Reihe von Kinofilmen spielte Rohrmoser eine Hauptrolle, darunter Kaltes Fieber (Regie: Josef Rusnak), Malambo (Regie: Milan Dor), Ossegg oder Die Wahrheit über Hänsel und Gretel (Regie: Thees Klan) und Unter Freunden (Regie: Lukas Stepanik). Ferner wirkte er in diversen Fernsehproduktionen vom NDR, ORF, ZDF und BR mit.
Von 1999 bis 2012 war Rohrmoser mit der Schauspielleitung am Tiroler Landestheater beauftragt. Er hat 2002 das Tiroler Dramatikerfestival ins Leben gerufen. Verschiedene Lehraufträge an Schauspielschulen gehören seit Jahren zu seinen weiteren Tätigkeiten.
Seit 1993 ist er mit der Schauspielerin und Regisseurin Judith Keller verheiratet, mit der er zwei Söhne hat.

### Regie
Ab 1981 hat Rohrmoser u. a. an folgenden Häusern oder Institutionen inszeniert: Wiener Volkstheater, Theater in der Josefstadt, Wiener Festwochen, Tiroler Landestheater Innsbruck, Tiroler Volksschauspiele Telfs, Münchner Volkstheater, Stadttheater Bruneck, Waldviertler Hoftheater, RAI Radiotelevisione Italiana, Theater Trier, Tiroler Dramatikerfestival.

## Filmografie
- 1981: Die sieben Todsünden und Totentanz (Fernsehfilm)
- 1984: Kaltes Fieber
- 1984: Malambo
- 1985: Derrick (Fernsehserie, Folge Kranzniederlegung)
- 1986–1988: Der Fahnder (Fernsehserie, 2 Folgen)
- 1987: Ossegg oder Die Wahrheit über Hänsel und Gretel
- 1988: Unter Freunden
- 1993: Tatort: Stahlwalzer (Fernsehreihe)
- 2008: März
- 2017: Der Geschmack von Leben

## Literarische Werke
- Flüstern. Erzählung. danube books, Ulm 2022. ISBN 978-3-946046-28-8.
- Tod bringen. Drei Erzählungen. Edition Roesner, Krems an der Donau 2016. ISBN 978-3-903059-07-8.
- Dunkle Mutter Finsternis. Roman. Edition Roesner, Maria Enzersdorf 2014. ISBN 978-3-902300-87-4.
- Sieben hoch zwei. 49 short stories. Deutsche Literatur- und Verlagsgesellschaft, Berlin 2013. ISBN 978-3-86215-362-6.
- Siebzehn und vier. Erotische Fingerübungen. Kyrene-Verlag, Innsbruck – Wien 2013. ISBN 978-3-902873-35-4.

## Hörspiele
- 2014: Friedrich Bestenreiner/Erwin Koch: Agnes und ihr Kind – Regie: Harald Krewer (Hörspiel – ORF)

## Auszeichnungen
1984 wurde der Milan-Dor-Film Malambo mit Rohrmoser in der Hauptrolle beim Filmfestival Mannheim-Heidelberg mit dem Großen Preis ausgezeichnet; 1990 erhielt Rohrmoser beim Filmfestival Max Ophüls Preis in Saarbrücken den Darstellerpreis als bester Nachwuchsdarsteller.